# 吉野作造賞
吉野作造賞（よしのさくぞうしょう）は、政治学者・吉野作造の業績を記念して中央公論社が1966年に創設した学術賞である。中央公論社が読売新聞社の傘下となったあとに読売論壇賞と統合されて読売・吉野作造賞に改編された。

## 全受賞作
- 第1回（1966年） - 坂本義和「日本外交への提言」、衛藤瀋吉「日本の安全保障力をどう高めるか」
- 第2回（1967年） - 永井陽之助『平和の代償』、伊東光晴『経済政策における保守と革新』
- 第3回（1968年） - 萩原延壽『馬場辰猪』
- 第4回（1969年） - 永井道雄『大学の可能性』
- 第5回（1970年） - 入江昭「平和的発展主義と日本」、宮田光雄「現代デモクラシーの思想と行動」
- 第6回（1971年） - 宇沢弘文「新古典派経済学を超えて」、蝋山道雄「なぜ中国を承認すべきか」
- 第7回（1972年） - 松下圭一「市民参加とその歴史的可能性」および『市民参加』の責任編集に対して
- 第8回（1973年） - 村上泰亮「病める先進国」、山本満「日中復交・革新外交の次の課題」、脇圭平「知識人と政治 ドイツ・1914～1933」
- 第9回（1974年） - 三谷太一郎『大正デモクラシー論』
- 第10回（1975年） - 宮崎勇「人間の顔をした経済政策」
- 第11回（1976年） - 細谷千博「ジョージ・サンソムと敗戦日本」
- 第12回（1977年） - 松山幸雄『日本診断』
- 第13回（1978年） - 高坂正尭『古典外交の成熟と崩壊』

再開
- 第1回（1983年） - 西部邁『経済倫理学序説』
- 第2回（1984年） - 山崎正和『柔らかい個人主義の誕生』
- 第3回（1985年） - 渡辺利夫『成長のアジア 停滞のアジア』
- 第4回（1986年） - 矢野暢『冷戦と東南アジア』
- 第5回（1987年） - 佐々木毅『いま政治に何が可能か』
- 第6回（1988年） - 船橋洋一『通貨烈々』
- 第7回（1989年） - 猪口邦子『戦争と平和』、古関彰一『新憲法の誕生』
- 第8回（1990年） - 青木保『「日本文化論」の変容』
- 第9回（1991年） - 山内昌之『ラディカル・ヒストリー』、児玉文雄『ハイテク技術のパラダイム』
- 第10回（1992年） - 田中直毅『最後の十年 日本経済の構造』
- 第11回（1993年） - 野口悠紀雄『バブルの経済学』、山室信一『キメラ 満州国の肖像』
- 第12回（1994年） - 麻田貞雄『両大戦間の日米関係』
- 第13回（1995年） - 該当者なし
- 第14回（1996年） - 北岡伸一『自民党 政権党の38年』
- 第15回（1997年） - 坂野潤治『近代日本の国家構造』、御厨貴『馬場恒吾の面目』
- 第16回（1998年） - 五百籏頭眞『占領期』
- 第17回（1999年） - 米本昌平『知政学のすすめ』